# Die Frau des Heimkehrers
Die Frau des Heimkehrers, beruhend auf Erinnerungen des Autors Felix Huby, ist ein deutsches TV-Drama aus dem Jahr 2006. Es erzählt das Warten und die Ungewissheit einer Soldatenfrau in den Jahren nach dem Zweiten Weltkrieg, ob ihr Mann zurückkehrt, parallel zu dessen Leben in sowjetischer Kriegsgefangenschaft. Die Hauptrollen spielen Christine Neubauer und Timothy Peach.

## Handlung
Im Sommer 1944 verbringt der Unteroffizier Karlheinz Rombach einen Fronturlaub bei seiner kleinen Familie. Zum Abschied schenkt er seiner Frau Eva ein aus einer Patronenhülse gehämmertes Medaillon mit einem eingeschlossenen Bild der beiden. Seinen kriegsversehrten Jugendfreund Sebastian bittet er, sich um Eva und den kleinen Sohn Peter zu kümmern.
Im Herbst 1944 gerät Karlheinz mit seinem Spähtrupp in russische Gefangenschaft und muss in einem Steinbruch arbeiten. Da Briefe, die er nach Hause schreibt, bei Eva nie ankommen, wartet er vergeblich auf Post aus der Heimat. Eines Tages beobachtet er, wie Sowjetsoldaten Briefe verbrennen. Er nutzt eine nächste Gelegenheit zur Flucht, gelangt in sowjetischer Uniform aus dem Lager, wird aber unter einem Eisenbahnwaggon entdeckt. Statt im üblichen Procedere erschossen zu werden, wird er zu 25 Jahren Arbeit in einem Kohlebergwerk verurteilt.
Evas Vater ist der NSDAP-Ortsgruppenleiter Julius Kantor. Überraschend befiehlt er im April 1945 einer Volkssturmgruppe, nicht den Kampf gegen die anrückenden Amerikaner aufzunehmen. Von diesen wird er festgenommen.
Es ist der Sommer des Jahres 1948. Nach der Währungsreform wird Kantor freigelassen. Der Bürgermeister gibt an, nachgeholfen zu haben, indem er den US-Kreiskommandanten einen Zwölfender aus dem Gemeindewald hat schießen lassen. Sebastian hat sich ein wachsendes Fuhrunternehmen aufgebaut und bietet Eva eine Stelle als Buchhalterin an, die sie annimmt. In ihrem Warten wird sie nahezu jeder Hoffnung beraubt, als der Heimkehrer Sven Elsenau, der mit Karlheinz in Gefangenschaft geriet, bei ihr auftaucht und sich nach ihm erkundigt. Elsenau hat an einen erfolgreichen Fluchtversuch geglaubt und verstummt, als Eva nach dem Schicksal von gefassten Flüchtigen fragt. Währenddessen hat Karlheinz andere im Bergwerk vor abbrechender Kohle gewarnt und wird entlassen. Eva bricht ihre Absicht, Karlheinz auf dem Bürgermeisteramt für tot erklären zu lassen, dort zwar ab, zeigt sich nun aber offen für das fortgesetzte Werben von Sebastian. Der gesteht ihr, schon immer in sie verliebt gewesen zu sein und traurig, als sie sich in Karlheinz verliebte. Eva legt das Medaillon von ihrem Hals ab und verwahrt es mit dem gerahmten Nachttischfoto von Karlheinz in einer kleinen Truhe. Sie lässt sich von Sebastian in ein amerikanisches Tanzlokal ausführen, gleichzeitig trifft Karlheinz am nahegelegenen Bahnhof ein. Beim Tanzen küssen sich Eva und Sebastian und halten bei der Rückfahrt an einer Scheune, in der sie das Heu aufsuchen, während Karlheinz am Wohnhaus klingelt. Sebastian gesteht Eva sein übergroßes Glück, während Karlheinz von Peter bewirtet wird. Eva reagiert ungläubig, als sie Karlheinz in der Wohnung vorfindet.
Für Karlheinz findet kurz darauf eine Begrüßungstafel im Freien statt. Evas ledige Cousine Hilde, die Sebastians Aufmerksamkeit nicht auf sich lenken konnte und die auf dem Bürgermeisteramt arbeitet, steckt Karlheinz zu, Eva hätte ihn für tot erklären lassen und ein neues Leben mit Sebastian beginnen wollen. Der Gesichtsausdruck von Karlheinz verfinstert sich, er verlässt die Tafel und geht in die Wohnung. Eva folgt ihm, wird als „Hure“ beschimpft und vergewaltigt. Vor dem Haus greift Karlheinz Sebastian als „Verräter“ an und schlägt ihn nieder. Er sagt sich von Eva los und lebt in seiner Schlosserwerkstatt, bis Peter die Parteien zusammenführt, es zu einer Aussprache des Ehepaares kommt und sich Karlheinz versöhnt.

## Produktion und Veröffentlichung
Die Produktion der Ziegler Film GmbH & Co. KG und ARD Degeto wurde in Neustadt/Harz, Nordhausen und Stolberg (Harz) gedreht. In der Ortskirche von Neustadt fand die Uraufführung am 1. März 2006 statt, die TV-Erstausstrahlung folgte zwei Tage später.

## Kritik
Der Film […] ist für den ARD-Freitagsfilm […] vergleichsweise anspruchsvoll. Die überzogene Melodramatik in Spiel und Stoff macht den Film dann aber doch wieder zu einer typischen Degeto-Produktion. Die Bilder weichgezeichnet, die Weltpolitik weit weg.